# Steinweg 67 (Quedlinburg)

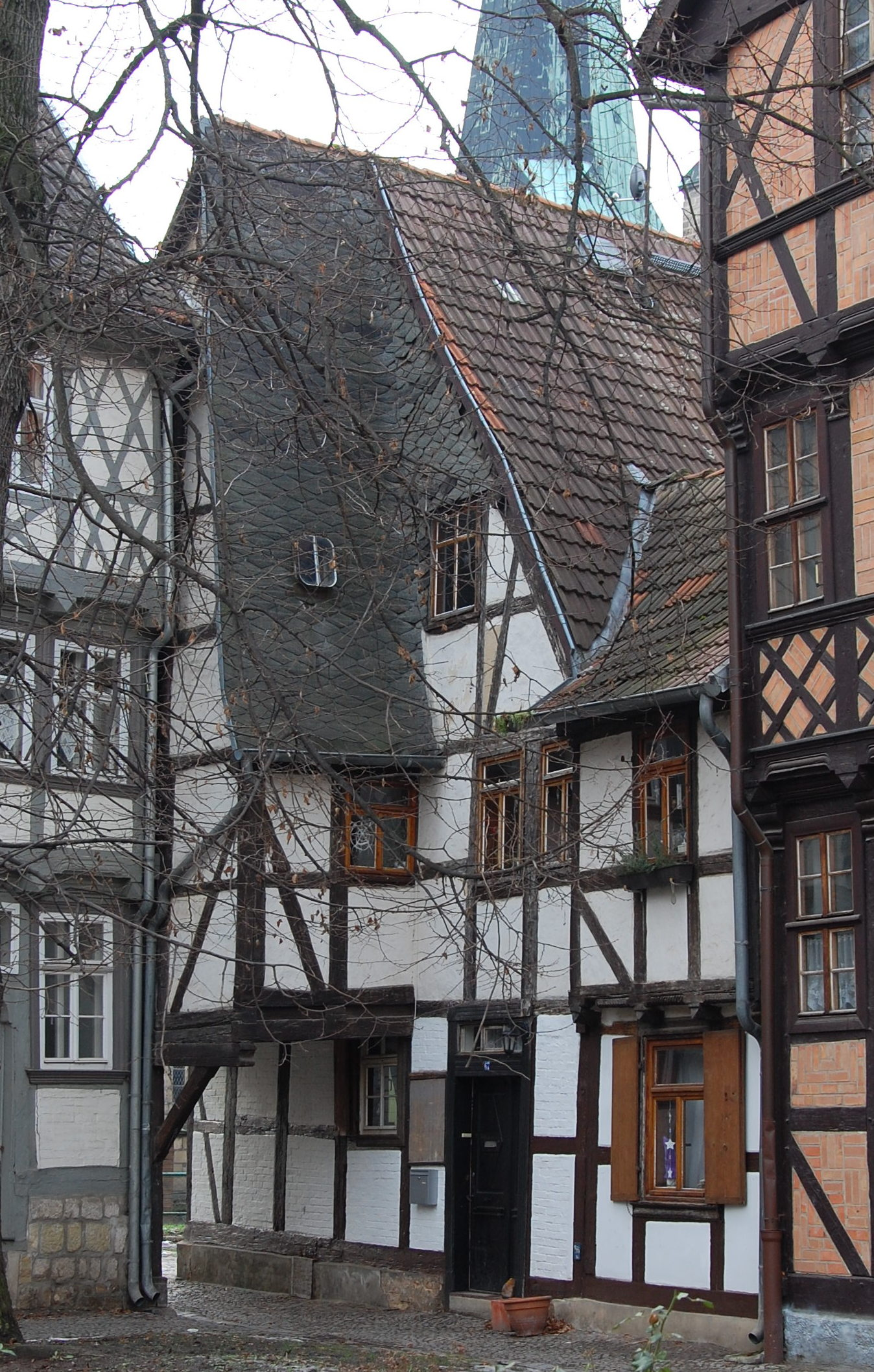
Steinweg 67

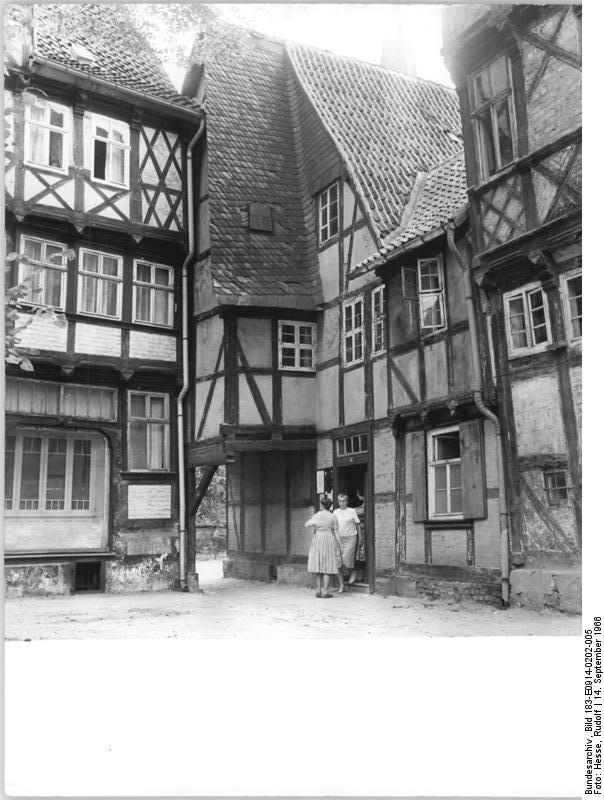
Haus Steinweg 67 im Jahr 1966

Das Haus Steinweg 67 ist ein denkmalgeschütztes Gebäude in der Stadt Quedlinburg in Sachsen-Anhalt.

## Lage
Es befindet sich in der historischen Quedlinburger Neustadt auf der Südseite des Steinwegs. Der Steinweg bildet hier einen kleinen Platz. Östlich grenzt das gleichfalls denkmalgeschützte Haus Steinweg 66, nördlich das Haus Steinweg 68 an. Durch das Gebäude führt ein Durchgang vom Steinweg zum Neustädter Kirchhof. Im Quedlinburger Denkmalverzeichnis ist es als Wohnhaus eingetragen.

## Architektur und Geschichte
Das in einem Winkel gelegene Fachwerkhaus entstand im Zeitraum um 1620/1630. Als Verzierungen finden sich an der Fachwerkfassade Taustab und Brüstungsstreben. Die Haustür des Gebäudes stammt aus der Zeit um 1820 und ist im Stil des Klassizismus gestaltet.